# Bledius analis
Bledius analis är en skalbaggsart som beskrevs av Leconte 1863. Bledius analis ingår i släktet Bledius och familjen kortvingar. Inga underarter finns listade i Catalogue of Life.